# 알룹카

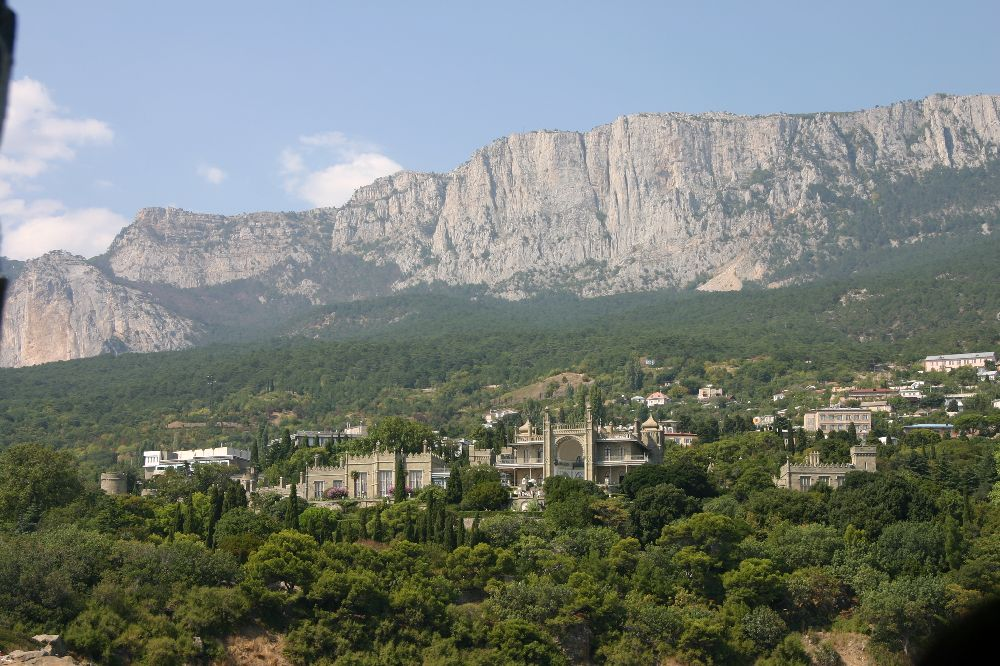
알룹카에서 본 크림산맥과 보론초프 궁전

알룹카(우크라이나어: Алупка, 러시아어: Алупка 알룹카[*], 크림 타타르어: Alupka)는 크림반도 남부에 위치한 도시로 러시아 크림 공화국(사실상) 또는 우크라이나 크림 자치 공화국(국제적인 승인)에 위치한다.
면적은 4km2, 높이는 67m, 인구는 7,771명(2014년 기준), 인구 밀도는 1,900명/km2이다. 흑해 연안과 접한 휴양지이다. 고대 그리스 시대에 마을이 형성되었으며 도시 이름 또한 그리스어로 "여우"라는 뜻을 가진 '알로펙스'(그리스어: Ἀλώπηξ, Alopex)에서 유래된 이름이다. 960년 비잔티움 제국의 문헌에서 처음으로 등장했다.

시기
시 문장